# USS Aspro (SS-309)
Za druga plovila z istim imenom glejte USS Aspro.
USS Aspro (SS-309) je bila jurišna podmornica razreda Balao v sestavi Vojne mornarice Združenih držav Amerike.

## Zgodovina
Med drugo svetovno vojno je podmornica opravila 7 bojnih patrulj.